# Zartbitter (Verein)
Zartbitter ist der Name zweier aktiver eingetragener Vereine in Münster und Köln, die sich als Kontakt- und Informationsstelle für Menschen verstehen, die als Kinder oder Jugendliche von sexuellem Missbrauch betroffen sind oder waren. Früher gab es zwei weitere Vereine dieser Art.

## Geschichte
Der erste Verein dieses Namens wurde 1986 in Münster gegründet. 1987 folgte ein Verein in Köln. Beide sind heute noch aktiv, sind aber nach Eigenangaben personell und finanziell unabhängig und arbeiten mit unterschiedlichen Konzepten. Von 1987 bis 2008 existierte noch ein gleichnamiger Verein bzw. eine Beratungsstelle in Coesfeld. Weiterhin hat ein Verein in Lauterbach von 2001 bis 2004 bestanden. Die Aufgaben sind ähnlich den Vereinen „Wildwasser“, deren erster 1983 in Berlin gegründet wurde. Jene beziehen ihre Arbeit allerdings auf den Kampf gegen sexuellen Missbrauch an Mädchen.

## Vereine und Arbeitsschwerpunkte
Gemeinsamer Schwerpunkt der Arbeit sind Beratung und Vorbeugung (Prävention) gegen jede Form von Gewalt, welche die sexuelle Selbstbestimmung verletzt – für betroffene Mädchen und Jungen. Die Folgen dieser Gewalt können sich bis in das Erwachsenenalter erstrecken. Das als Geschmacksrichtung von Schokolade bekannte Wort Zartbitter wurde in den 1980er Jahren in der freiwilligen Sozialarbeit gewählt, um Treffs (zum Beispiel Cafés) für Trebegänger oder prostitutionsgefährdete Mädchen und Jungen zu benennen, ohne sie abzuschrecken. Im konkreten Fall entstand der Name Zartbitter nach der Aussage einer Frau über ihre Erfahrung mit sexueller Gewalt in der Kindheit: „Zart war ich – bitter war’s.“

### Münster
Die Zartbitter-Beratungsstelle Münster wurde vom 1986 als erstem gegründeten Verein dieses Namens als Träger eingerichtet. Erstmals wurden in Deutschland auch von sexualisierter Gewalt in der Kindheit oder Jugend betroffene Männer beraten. Es wird nicht mit Kindern gearbeitet, weibliche und männliche Jugendliche müssen mindestens 14 Jahre alt sein – mit oder ohne Beeinträchtigungen oder Behinderungen. Schwerpunkte sind Beratung von betroffenen, Gruppenangebote sowie Prävention. Der Verein ist Mitglied im Deutschen Paritätischen Wohlfahrtsverband und der DGfPI. Finanziert wird der Verein über einen festen Haushalt der Stadt Münster, Spenden, Sponsoring, Bußgeldzuweisungen, Mitgliedsbeiträge und kostenpflichtige Angebote (für Erwachsene ab 21).

### Köln
1987 wurde Zartbitter e. V., Köln gegründet. Mitbegründerin und Leiterin des Vereins in Köln ist Ursula Enders. Als Arbeitsschwerpunkte werden u. a. angegeben: Krisenintervention und Beratung, Schutz vor Missbrauch in Institutionen, Schutz vor Cyber-Mobbing und sexualisierter Gewalt in den neuen Medien, Erstellung von Präventionsmaterialien und Informationsmaterialien für alle, die mit Kindern leben und arbeiten, Präventionstheaterstücke und Workshops.
Der Verein wird zu weniger als 50 % öffentlich finanziert. Ein großer Teil der Arbeit kann nur mit der Unterstützung durch Spenden- und Sponsorengelder geleistet werden.
Das Präventionstheaterstück „click it2!“ wurde im Juni 2011 mit dem klicksafe-Preis für Sicherheit im Internet ausgezeichnet. Die Workshops „Fair ist cool!“ gewannen 2011 den vom Bundesministerium für Wirtschaft und Technologie ausgerichteten Wettbewerb „Wege ins Netz“.

### Coesfeld
Zartbitter Coesfeld e. V. wurde 1987 gegründet und erregte Anfang der 1990er Jahre Aufsehen, als er einen Erzieher aus Coesfeld zu Unrecht des sexuellen Kindesmissbrauchs beschuldigte. Ausgehend von einer Kindererzählung, die von einer Vereins-Mitarbeiterin interpretiert wurde, entstand unter maßgeblicher Mitwirkung von Zartbitter Coesfeld e. V. der Vorwurf des Missbrauchs von 55 Kindern in Hunderten von Fällen. Insbesondere das suggestive Befragen der Kinder und die parteiische Haltung des Vereins den vermeintlichen Opfern gegenüber verhinderten lange eine sachliche Aufklärung der Vorgänge. Erst im sogenannten Montessori-Prozess offenbarte ein Gutachterstreit den Zusammenhang von suggestiven Fragen, allgemeiner Angst vor sexuellem Missbrauch und der Beschuldigung Unschuldiger. Zartbitter Köln e. V. distanzierte sich deutlich von der unprofessionellen Arbeitsweise des Vereins in Coesfeld und betonte, dass es keinerlei inhaltliche Kooperation der beiden Vereine gab. Der Verein Zartbitter Coesfeld hat sich 2008 aufgelöst.

### Lauterbach
In Lauterbach bestand von 2001 bis 2004 ein „Zartbitter – Verein gegen sexuelle Gewalt e. V.“. Anfang 2007 hat dort eine Beratungsstelle der CARITAS mit vergleichbarem Profil die Arbeit aufgenommen.